# 1968年の文学
1968年の文学（1968ねんのぶんがく）では、1968年（昭和43年）の文学に関する出来事について記述する。

## できごと
- 1月 - 番町書房から『昭和批評大系』〈全5巻〉の刊行が始まる（1978年3月まで）。編集委員は、三島由紀夫、村松剛、佐伯彰一、遠藤周作、大久保典夫、尾崎秀樹、岡保生、保昌正夫、紅野敏郎、高橋春雄
- 1月22日 - 第58回芥川龍之介賞・直木三十五賞（1967年下半期）の選考委員会開催。
- 3月 - 北杜夫の『どくとるマンボウ青春記』が中央公論社より刊行される。同書は1968年年間ベストセラーの総合6位を記録した[1]。
- 10月5日 – 三島由紀夫が民兵組織「祖国防衛隊」の名称変更し、「楯の会」を正式結成。
- 10月17日 - 川端康成のノーベル文学賞受賞決定の第一報がなされる。
- 12月12日 – 川端康成がストックホルムのスウェーデン・アカデミーにおいて、『美しい日本の私』と題する受賞記念講演をする。
- 12月25日 - 『SFマガジン』1969年2月号発売。同号に掲載された「覆面座談会 日本のSF '68～'69」によって日本SF作家クラブの内部に亀裂が生じ、翌年編集長の福島正実が責任をとって早川書房を退社するなど大きな事件に発展した（「覆面座談会事件」参照）。
- 12月 - 吉本隆明の『共同幻想論』（河出書房新社）、羽仁五郎 の『都市の論理』（勁草書房）が刊行される[2]。

## 賞

### 芥川賞・直木賞
第58回（1967年下半期）
- 芥川賞 - 柏原兵三『徳山道助の帰郷』
- 直木賞 - 野坂昭如『アメリカひじき』『火垂るの墓』、三好徹『聖少女』

第59回（1968年上半期）
- 芥川賞 - 丸谷才一『年の残り』、大庭みな子『三匹の蟹』
- 直木賞 - 該当作なし

### その他の賞
- 谷崎潤一郎賞（第4回） - 該当作なし
- 群像新人文学賞（第11回） - 大庭みな子『三匹の蟹』
- ノーベル文学賞（1968年度） - 川端康成

## 1968年の本

### 小説・戯曲
- 安部公房 『夢の逃亡』（徳間書店）
- 円地文子 『虹と修羅』（文藝春秋）
- 大庭みな子 『三匹の蟹』（講談社）
- 早乙女貢 『僑人の檻』（講談社）
- 司馬遼太郎 『新史太閤記』（新潮社）
- 三島由紀夫 『三島由紀夫レター教室』（新潮社）、『わが友ヒットラー』（新潮社）、『命売ります』（集英社）

### その他
- 北杜夫 『どくとるマンボウ青春記』（中央公論社）
- 中村光夫・三島由紀夫『対話・人間と文学』（講談社）
- 羽仁五郎 『都市の論理』（勁草書房）
- 松下幸之助 『道をひらく』（PHP研究所）
- 三島由紀夫 『太陽と鉄』（講談社）
- 吉本隆明 『共同幻想論』（河出書房新社）

## 死去
- 4月29日 - アントニー・バウチャー、米国の小説家・批評家。56歳没。
- 5月1日 - ハロルド・ニコルソン、イギリスの外交官、著作家。81歳没。
- 5月11日 - 釘本久春、日本の国文学者。60歳没。
- 5月31日 - アベル・ボナール、フランスの詩人・随筆家。84歳没。
- 6月14日 - サルヴァトーレ・クァジモド、イタリアの作家・詩人。1959年にノーベル文学賞を受賞した。66歳没。
- 7月12日 - 澤瀉久孝、三重県出身の国文学者。78歳没。
- 7月19日 - 子母澤寛、北海道出身の小説家。76歳没。
- 8月23日 - 木山捷平、岡山県出身の小説家・詩人。64歳没。
- 9月21日 - 広津和郎、東京市出身の小説家。76歳没。
- 9月25日 - ウィリアム・アイリッシュ、米国の推理作家。64歳没。
- 10月15日 - バージニア・リー・バートン、米国の絵本作家・画家。59歳没。
- 10月25日 - 村岡花子、山梨県出身の翻訳家・児童文学者。75歳没。
- 11月26日 - アルノルト・ツヴァイク、ドイツのユダヤ系の小説家。81歳没。
- 12月16日 - 佐藤義美、大分県出身の童謡作詞家・詩人。63歳没。
- 12月20日 - マックス・ブロート、チェコ出身のユダヤ系の作家・作曲家。フランツ・カフカの友人・紹介者としても知られる。84歳没。
- 12月20日 - ジョン・スタインベック、米国の小説家。1962年にノーベル文学賞を受賞した。66歳没。